# 時の継承者 ファンタシースターIII
『時の継承者 ファンタシースターIII』（ときのけいしょうしゃ ファンタシースタースリー）は、1990年4月21日にセガが発売したメガドライブ用ロールプレイングゲーム。海外では『Phantasy Star III: Generations of Doom』（―ジェネレーション・オブ・ドゥーム）として発売。なお、「時の継承者」が主題で「ファンタシースターIII」は副題である。

## 概要
ファンタシースターシリーズのナンバリングタイトルではあるが、時系列的に他のシリーズ作とのストーリー上のつながりが薄いため、シリーズの中では外伝的な位置づけになっている。結婚相手の選択によるストーリー分岐とマルチエンディングが本作の大きな特徴の一つである。
1992年頃セガの通信ゲームサービス「ゲーム図書館」にてサウンドテストが配信されていた。
1998年4月2日発売の『SEGA AGES/ファンタシースターコレクション』（セガサターン）や、2008年3月27日発売の『セガエイジス2500シリーズ ファンタシースター コンプリートコレクション』に収録されているほか、2008年4月30日よりWiiのバーチャルコンソールで配信されている。

## ゲーム内容

### 特徴
世代交代によるマルチシナリオが特徴的なRPGで、近未来的な世界観を形成してきたIやIIとは趣向が変わったファンタジー路線の様相を見せながらゲームはスタートする。しかし、物語の進行に伴い、シリーズが本来もつSF的要素が顔を覗かせはじめる。
- 一世代目と二世代目の主人公は、シナリオの終了時にそのシナリオに登場した女性二人から結婚相手を選ぶことができ、選んだ伴侶に応じて三世代目の主人公とストーリーが変化する。
- 『II』とは180度変わったファンタジー的な雰囲気と退廃的な世界観、王家や民族をテーマにしたストーリーなど、他のシリーズ作とは内容が大きく異なる。そのため、メーカーであるセガも外伝的な位置づけとして扱っている。
- 『II』ではアニメタッチで描かれたキャラクター達に対して、本作のキャラクターは油絵調に描かれ、陰影が強めに表現されている。
- インターフェースは『II』から大きく変更されたが、やや手抜き感のある内容になってしまった。続編の『ファンタシースター 千年紀の終りに』では、『II』を踏襲した内容に戻された。
- テクニックを使えるキャラクターは最初からすべてを習得している。そのバランスを変更することで強化を行う形式で、どれかを強化すると別のテクニックが弱体化する。その増減の幅はレベルの上昇でさらに増えていく。テクニックは回復、時間、攻撃、バランスという4つのカテゴリで分類されている。本シリーズで重要な役割を担うあるテクニックは、本作では使えない。
- ストーリー初期から様々な伏線が見られるが、開発上の都合か、回収されないか少ない表現で語られる場合が多い。
- ストーリーは全体的に暗めで、ほぼすべてのキャラクターが何かしらの陰を背負っているような描写がなされている。作中の描写不足もあり、明るいとは言いがたい内容に仕上げがなされた。
- セーブスロットは2つしか用意されていない。すなわちスロットの1つを3世代目のセーブに使うと、残りの1スロットには1世代目か2世代目の一つしか残せないことになり、そのため4つのルートすべてを解くには、複数回解かないとならない世代が必ず発生した。なお、セガサターン版の『ファンタシースターコレクション』では、セーブスロットが4つに拡張されたので、この制約は発生しない。
- メガドライブ版ではリセットボタンを押すとまれにセーブデータが飛ぶ場合がある。
- ラスボスの顔のデザインは、当時の開発チームの中で嫌われていた上司の顔を模したもの（当時のゲーム誌で暴露された）。

### フィールド
- 『I』や『II』と異なり、キャラクターはリアル頭身で描かれ、身長差も表現されている。ケインは背が高く、リナは背が低いのがひと目でわかる。
- フィールドのグラフィックも、『I』や『II』のコントラストのはっきりしたアニメ調から大幅に変化し、淡い色調でややリアルを意識したものになった。
- パーティの人数によりBGMのパートが追加されていく。ケインひとりの場合は寂しさを感じさせるものだが、5人になると力強く勇壮な曲に変化する。なお、主人公が戦闘不能になると、BGMが変化する。
- 街の数や住人はストーリーが進むにつれ減っていき、情報量もそれに応じて減ってしまう。分岐シナリオによっては、そのストーリーに絡まないエリアに入ってしまうとラッピーしか出てこなくなる。
- フィールドは「○○の世界」といった名がつけられ、7つに分割されている。各々の世界は「腕輪」が鍵となっている場合が多く、それがなければ行き来ができない。腕輪は新規に加わるキャラクターが持っている場合が多い。ストーリー中盤以降で「ライアペンダント」を入手すれば、腕輪がなくともすべての世界の行き来が可能になる。
- 乗り物については、メンバーとなるシーレンが変形したものを使用する。また、「アイスデッカー」と「ランドマスター」といった、本作以外のシリーズ作で登場する乗り物は出てこない。
- フィールドの移動速度は、この時代のRPGの中でもかなり遅い部類に入る。その反面、シーレンが変形した乗り物は元の遅さも手伝って群を抜いて速い。
- セガサターン版の「ファンタシースターコレクション」では、移動速度の変更仕様が搭載された。

### 戦闘
- 『II』から引き続き半オートバトルである。
- 「完全オート」と「1ターンのみオート」の二つが任意に選択可能。
- 戦闘シーンのアニメーションが『I』や『II』に比べて簡略化されている。どちらかといえば『II』よりも『I』に近く、主人公らのプレイヤーキャラクターは一切表示されず、敵キャラクターは『I』と同様、攻撃時とテクニック使用時のみアニメーションする。
- 敵が前列（小型）と後列（大型）の2ラインに分かれて出現し、後列は前列よりも攻撃が効きにくくなっている。1ラインだけだったIIと比較して、1回の戦闘での敵の出現数が多くなった。最大8体の敵を一度に相手にしなければならない場合もある。
- 回復以外のテクニックは効果が薄く使用頻度が低い。
- プレイヤーの有利不利でBGMが変化する。また、先制された時もプレイヤー側のターンが実行されるまで別のBGMが流れる。
- 敵キャラクターのデザインが個性的である。
- 以後のシリーズでマスコット的扱いを受ける「ラッピー」は、今作からの登場。
- 当初、戦闘には主人公との信頼関係によるパラメータの変化といった要素を入れる事も検討されていた[2]が、結果的に実装はされなかった。

### マルチエンディング
主人公が各シナリオのラストで2人いる結婚相手のうち、どちらを選ぶかで次に進むシナリオが変わるマルチエンディングを採用しており、全エンディングの内容を書いて送ると抽選で景品が当たる「早解きコンテスト」が行われていた。親子3代に渡る物語としては事実上『ドラゴンクエストV 天空の花嫁』より先ということになる。双葉社から刊行されたゲームブックでは再現が困難なため、アイン→シーンの1ルートのみの話になっている。

### テクニック
他RPGで魔法に相当するテクニックは、最初からすべてを習得しており、レベルの上昇に応じて各々の効果が上がる仕組みとなっている。また、その強さの配分を変更する事で、効果を増減させられる。配分は街の「マスターの店」で変更が可能。以下はその紹介。なお、敵も主人公たちと全く同じテクニックを使用する。

#### 回復
サンフォース
仲間ひとりのHPを回復する。配分効果は回復量（配分するポイントの5倍）。
スターフォース
仲間全員のHPを回復できる。回復量はサンフォースの半分以下。配分効果は回復量（配分するポイントの2倍）。
ムーンフォース
戦意を失った（HP0による戦闘不能）仲間の回復を行う。配分効果は成功確率。
シーフォース
毒に侵された仲間を回復する。配分効果は成功確率。

#### 攻撃
フォイエ
炎で敵一体に攻撃。威力は全テクニックで一番大きい。配分効果はダメージ量。
バータ
激しい水流で攻撃。左右の敵全体に効果がある。左サイドか右サイドを選択可能で、前列と後列両方に攻撃可能。配分効果はダメージ量。
ザン
かまいたちで攻撃。横一列の敵に効果がある。配分効果はダメージ量。
グラブト
重力波で攻撃。敵全体に効果がある。攻撃テクニック中で一番威力が低い。配分効果はダメージ量。

#### バランス（補助）
ロー
仲間一人の攻撃力を上昇させる。配分効果は増加量。
カオス
仲間一人の防御力を上昇させる。配分効果は増加量。
バランス
術者のHPを0にする（戦闘不能となる）代償に、仲間全員のHPを全回復する。配分効果は成功確率の上昇。
アンバランス
敵一体を吹き飛ばし、戦闘不能にする。配分効果は成功確率の上昇。

#### 時間（補助）
ライジング
仲間一人の素早さを上昇させる。配分効果は増加量。
ヌーン
逃走の成功確率を上昇させる。配分効果は成功確率の上昇。
フォール
敵一体のテクニックを封じる。配分効果は成功確率の上昇。
ナイト
敵一体の直接攻撃を封じる。ただしテクニックは使用可能。配分効果は成功確率の上昇。

#### その他のテクニック
メギド
主人公が習得する。イベント用であるためゲーム中では使用できない。
グランツ
ミューが習得する。メギド同様にゲーム中での使用はできない。

## 設定

### ストーリー
1000年前、人々は、今は失われた科学技術文明の中で生きていた。しかし、ある日ライアという不思議な力を持つ少女が現れる。彼女は超能力によってモンスター軍団を創造し、それらを率いて世界を席捲する。それまでの科学技術文明はライアの不思議な力の前に敗れ去り、世界中がライア軍に征服されかけていた。
敗北する科学技術文明の諸国の中で、オラキオ・サ＝リークが反旗を翻す。彼は科学技術文明の最高傑作であるロボット軍団で軍勢を再編し、ライア軍に反撃する。ライア軍は突然の反撃の前に後退し、オラキオ軍とライア軍で互角の戦況となった。
そしてこの戦争はオラキオ軍とライア軍の双方が総力を上げての決戦で終わる。この最終決戦の中でオラキオはサイレンとミューン（共に行方不明）、ライアはエシル家の公子ルーン・ケイ・エシル（追放）と、それぞれ最も信頼する腹心を手元から失う。
この戦いの戦禍により科学技術文明はその後も衰退し、人々の生活は中世レベルにまで後退した。オラキオとライアは伝承となり、この戦いでオラキオに組した陣営の人々の子孫はオラキオの民、ライア側に組した側の子孫はライアの民、とそれぞれ名乗るようになり、1000年の月日が経った。
かつてオラキオが育った国で、今もオラキオの直系の子孫を王と仰ぐリーク王国の海岸に、一人の少女が打ち上げられる。彼女は記憶を全て失っていたが、その少女を拾ったリークの王子ケイン・サ＝リークは彼女と結婚しようとする。その結婚式の最中に突然現れたドラゴンによって彼女は連れ去られてしまう。ケインは騎士団を率いて連れ戻そうとするが、私憤で軍を動かそうとした彼にリーク王サイキ・サ＝リークは激怒し、ケインを牢屋に閉じ込める。しかしケインはある協力者によって牢を脱出し、連れ去られた少女を探しだすために一人で旅立つ。

### 民族
オラキオの民
機械技術を持つ民族で、ライアの民と比較して、テクニックを全く使えないかわりに体力に優れている。ただしロボットにはテクニックを使える機能を持つものがいる。剣や針といった刃を持つ武器を好んで使うようだ。主人公は全てオラキオの直系の子孫に当たる。
ライアの民
テクニック（一般的なRPGで言う魔法）を使用することができる民である。オラキオの民と比較してやや非力。その戦士は武器に杖やスライサー（ブーメラン状の武器）を好んで使う傾向がみられる。
敵対する陣営
オラキオの民はロボットを、ライアの民はモンスターを従えているため、どちらを敵に回す展開になるかで二世代目の敵キャラが変化する。なお、一世代目はモンスターのみ、三世代目はロボット・モンスター混合軍である。
ロボットたち
砂漠の世界や雪の世界の空中都市「クランクレア」に住む。そのどれもが長寿であるためか、この世界の歴史に造詣が深いと思われるメッセージをプレイヤーに投げかける。
時を超えた者たち
コールドスリープで千年前より時を超え、現代によみがえった人々。それぞれに思惑を持ち、その目的を果たすために主人公たちと関わりを持つ。

### 舞台
二世代目のクライマックスにおいて、今まで旅してきたこの世界が実は都市型宇宙船「アリサ3世」の中に存在している事が分かる。各世界は半球状のドーム型をしている7つの世界で構成されており、それぞれはパイプ状の通路でつながれている。各々の世界を行き来するには鍵となる腕輪が必要である。
リークの世界
オラキオの民が住む世界で、リークの国とサテラの国の二つがある。また、邪神ダークファルスが封じられた神殿が海中にある。
既に忘れられてしまった本来の名称は「農業ドーム」
水の世界
海を隔てた向こうにライアの民が暮らす世界。気象システムの故障により雪に覆われ、その被害により危機的な状況に陥っているが、物語が進むとケインたちの手で気象システムが修復され、それにより元の姿を取り戻す事になる。
砂漠の世界
一面が砂漠に覆われた世界。「砂漠の塔」と呼ばれる気象コントロールタワーが存在するほか、二代目ライアが眠る神殿がある。厳しい気候のせいか、人は誰も住んでおらず、唯一ある街ハタサカではロボットのみが暮らしている。
東の世界
そのほとんどが水に覆われた世界。オラキオの民を中心として、高い工業技術を持つ者たちが暮らしている。サテライト「青の月」へ向かうロケットの発着場がある。
西の世界
オラキオの民が住む世界で土地の大半が緑度に覆われた豊かな土地である。サテライト「紫の月」へ向かうためのロケットの発着場がある。
雪の世界
一面を雪に覆われた世界。千年前の歴史を垣間見ることができ、過去の戦争の真実を知る語り部や、当時の技術を活かした空中浮遊都市が空を漂っている。
最後の世界
最終決戦の舞台となる世界。

### 伝説の武器
伝説の武器として、ストーリー中に登場する5人の戦士の名を冠した武器が登場する。これら武器は中盤以降で手に入るものの、その威力は総じて低めに設定されている。しかし、シナリオの進行に伴い、それぞれネイの名を冠した武器に変化し、各々のカテゴリで最強の武器となる。下記はその対応表。
- オラキオの剣 → ネイソード
- ミューンクロー → ネイクロー
- サイレンショット → ネイショット
- ルーンスライサー → ネイスライサー
- ライアの弓 → ネイボウ

『II』では宝箱からの入手だったネイシリーズの武器は、本作では「ネイ」の名前が封じられており、その名が判明した時点で真の力が発揮されるという新しい解釈がなされた。

### 他シリーズとの接点
1000年前の戦いでは、英雄オラキオとライアが決戦の後「邪悪な力」に戦いを挑んだ。オラキオとライアは対立するさなかに、その背後に邪神ダークファルスの存在があることに気づく。二人はともに命を失いながらもダークファルスを海底の神殿に封じた。
それから千年後、オラキオの子孫であるケインは、マーリナを探して旅を続け、封じられていた二つの月をアリサ3世に接近させてしまう。二つの月には互いの民族に恨みを持つルーンとサイレンが眠っており、二世代目の主人公は彼らと争い、戦火を拡大させてしまう。そして、三世代目の主人公は、その戦いを終結させるために、ダークファルスを封印していた「オラキオの剣」を引き抜いてしまう。すべては、封じられたダークファルスが再び復活を遂げるために用意した罠だった。
主人公たちがドーム型宇宙船「アリサ3世」に住んでいるということが二世代目のシナリオで判明。三世代目でその宇宙船が『ファンタシースターII 還らざる時の終わりに』で起こったパルマ星消滅直前に作られたものの一つであり、大勢のパルマ人が同様の宇宙船に乗って逃げ延びていたことがわかる。このことに関しては『ファンタシースター 千年紀の終りに』でも少し語られている。当初400隻程あった同型の宇宙船は1000年前の時点で既に二隻のみ残して全滅していた。残された二隻の宇宙船「アリサ3世」「ネオパルマ」の運命も三世代目のシナリオごとに変化し、それぞれエンディングで明かされる。

### 時系列
シリーズ全体についての時系列については『ファンタシースター公式資料集』を参照。ここでは本作の物語に関係する部分にとどめる。
```
          1000年後    1000年後                    1000年後
PSI 
------>
 PSII 
------>
 PSIV
             |
             +
--------->
 ライア・オラキオ戦争
----->
 PSIII
```

なお、『II』の登場人物達やアルゴル星系のその後については一切語られていない。

## 各シナリオと登場人物

家系図

### 一世代目
オラキオの民の王子ケインは隣国サテラに許婚を持つ身だが、記憶喪失の少女マーリナを助け、共に過ごすうちに、ふたりは結婚を望むようになる。しかし結婚式の当日、マーリナは謎のモンスターにさらわれてしまう。
ケイン・サ・リーク（海外版：Rhys）
一世代目の主人公。オラキオの血を引くリーク国の王子。18歳。マーリナをさらったモンスターを見て、ライアの民のしわざだと全軍を召集しようとするなど、血気盛んで気性の激しい面が見られる。だが、二世代目になると、父となり年月を経たためか、一変して落ち着いた印象に。左利きで剣を扱う。
マーリナ・ル･シール（海外版：Maia）
浜辺で倒れていたところをケインが保護した少女。16歳。記憶を失っており、ケインと結婚を誓い合う仲となるが、結婚式の最中にさらわれてしまう。正体はライアの民でシール王国の王女である。父であるシール国王はオラキオの民であるケインとの結婚を阻止するため、ライルに命じて連れ戻していた。
リナ・ノ・サテラ（海外版：Lena）
牢獄に閉じ込められたケインを助けた謎の少女。17歳。彼女の正体はリーク隣国のサテラ国の王女であり、ケインの許婚として育てられた。ケインを追って旅していたところをモンスターに襲われ、ライルによって助けられて再会する。恋敵であるマーリナを求めるケインに、健気にも同行し共に戦う。一世代目最後の仲間であり、花嫁候補の一人。ゲーム中で仲間にできるキャラクターの中ではパラメータが最も低く設定されている。ナイフを装備できる。
ミュー・タイプS2（海外版：Mieu）
女性型アンドロイド。推定580歳。全世代に渡って主人公と旅を共にする。オラキオの民から「瞬きをしない人間なんてライアの民に違いない」と追われていたところをケインによって救われ、以後、行動を共にすることに。瞬きをしないことを除けば人間の少女と見分けがつかない。感情を持つがそれが自分の意志によるものなのかプログラムによるものかは不明。両手にクローを装備可能。
ライル・ラ・ミラー（海外版：Lyle）
20歳。初期に登場するが仲間になるのは二度目の登場の時。ちょっとニヒル、ちょっとシニカル、ちょっと軽めの最強、最高の戦士。ライアの民の国、シューソラン王国の王子でマーリナとは従兄妹同士にあたる。気象システムの故障により雪に覆われたライアの民の国を救う目的、ケインの力量を確かめるため、そして世界を旅して色々な物をみてみたい、という様々な思いから、一行に同行することになる。ケインがマーリナと結婚した場合、二世代目のアイン編にも続いて登場する。後に「竜の騎士」という二つ名が付き、彼の伝説もまた語られる事になる。ケインがリナと結婚した場合、三世代目の東の世界、レンソル城で末路が語られる。杖を装備可能。
シーレンTYPE386システム（海外版：Wren）
中性型ロボット。推定800歳。銃器の扱いを得意とし、高い防御力も持ちその戦闘力は非常に高い。ミュー同様全世代に渡って主人公と旅を共にするが、彼女とは違い感情は存在しておらず、どんな命令にも忠実に従う。ゲーム後半では3種類のパーツによって海や空の移動が可能な乗り物に変型する。『ファンタシースターオンライン』の開発中に登場予定があった。仲間になるキャラクターで唯一銃を扱える。
サイキ・サ・リーク
ケインの父でリーク国王。軍を動員したケインに対して厳しい態度を取る。序盤の隠し技でハマリ状態になると「一本取られた」と言ってプレーヤーにリセットボタンを押すよう依頼してくる。

### 二世代目

#### アイン編
マーリナと結婚すると展開するシナリオ。ケインはリークへは戻らず、シール国王として暮らすこととなる。そして王子アインが立派に成長した頃、シール、シューソラン王国へロボット軍団が攻め込んでくる。ケインはアインに移住先として「永遠の楽園」サテライトを探すよう命じる。
アイン・ル・シール（海外版：Ayn）
ケインとマーリナの息子でシール国王子。18歳。回復系と時間系のテクニックを使いこなす。三世代目シーン編ではオープニングで命を落としてしまう。今後の運命を示すかのような厳しい表情で描かれている。ライアの民だが、父親同様に剣を扱う。
ラン・ラ・ミラー（海外版：Thea）
ライルの娘でシューソランの王女。15歳。アインとは再従兄妹にあたる。お嬢様として育てられているため最初の能力は低いが、レベルアップは早い。ロボット軍団にさらわれ、レンソル城に幽閉される。アイン編の花嫁候補。レイン編ではまったく登場はしないものの誕生はしている。どのルートでも天寿を全うできない悲運の女性。スライサーを装備可能。
リン・ノ・サテラ（海外版：Sari）
ケインと結婚しなかった場合のみ誕生するリナの娘。父親は明らかにされていない。19歳。母親とはまるで正反対の激しい気性と抜群の戦闘能力を持つ。オラキオの民を裏切ってライアの民と結婚したケインを憎んでおり、アインたちに戦いを挑むがこちらが勝てば力を認めて仲間になる。アイン編の花嫁候補。肉弾戦ならば、仲間にできるキャラクターの中で最も高いパラメータ設定となっており、ナイフを使う。三世代目シーン編ではリークの女王に即位している。他の仲間キャラクターはルートによらず存在するが、彼女のみレイン編を選ぶと誕生しない。
サイレンTYPE0899（海外版：Siren）
二世代目のボスキャラの一人。1000年前オラキオに仕え共にライア軍と戦ったロボットで、シーレンはこのサイレンをモデルに造られている。ライアの手でサテライト・青の月に飛ばされ封印されていた。「殺してはいけない」というオラキオの掟に背き、ライアの民に対し復讐を開始。三世代目ノイン編においてはランをはじめとするサテライト・青の月住民を殺害、さらにドームの軌道を太陽へ向かうよう修正するという凶行にまで及ぶ。

#### レイン編
リーク王国へ戻りリナと結婚したケイン。ふたりの息子レインが立派に成長した頃、モンスター軍団がリナの故郷サテラ王国を滅ぼしたとの報が入る。ケインはレインにモンスター軍団を操っている者を探しに行くよう命じる。こちらでは最終的にもうひとつのサテライト「紫の月」を目指すことになる。
レイン・サ・リーク（海外版：Nial）
ケインとリナの息子。18歳。純粋なオラキオの民であるため、父母同様にテクニックを使用することはできず、そのぶん剣の扱いに長ける。正義感が強く描かれ、同族であるオラキオの民が人質として捕らえていたルーンの妹ルイセを卑怯であると解放する場面があった。アインとは対照的にややお坊ちゃん的な甘いマスクを持つ。花嫁候補はいずれも千年の時を超えた女性となる。
ルイセ・ケイ・エシル（海外版：Alair）
冷凍睡眠により千年の時を超えた少女。19歳。ルーンの妹。外出していたところをオラキオの民に捕われ、ルーンの軍の侵攻を阻止するための人質として、グランディレクタの地下牢に囚われていたが、レインによって助けられる。仲間にはならないがシナリオの終了時に花嫁候補として再び登場する。
ダン・カ・シウム（海外版：Ryan）
ライアの民でありながらルーンに反旗を翻し、レジスタンスを組んで戦う。35歳でサングラスをつけており、顔には傷がある。パラメータや所持テクニックに恵まれておらず、目立った活躍はできないものの、ルーンと対峙する構図が描かれ、ある程度の力があったことがうかがえる描写がなされている。主人公の仲間に加わるキャラクターの中では、唯一、親類やその縁者が登場しない。武器は杖。
ルーン・ケイ・エシル（海外版：Lune）
レイン編のボスキャラクター。24歳。千年前の戦争でライアの右腕を務めたほどの強力なエスパー。こちらはオラキオによってサテライト・紫の月に飛ばされる。ルイセ同様冷凍睡眠によって時を超え、皇帝を名乗りライアの復讐のためオラキオの民に再び刃を向ける。レイン編では二代目ライアの説得により早いうちに戦争をやめるが（その事によりフイン・ルイン編ではオラキオの民からも敬称で呼ばれ、信頼されている事が窺える）、アインを選ぶと三世代目になっても戦争を続けており、後悔に苦しむ姿が見られる。ルーンスライサーを使う。
ライア（海外版：Laya）
千年前の伝説に登場するライアの妹。15歳。通称二代目ライア（姉のライアを初代とする）。誕生後すぐに冷凍睡眠に入り、7年に一度、僅かな期間を目覚めることで成長してきた。レイン編では姉ライアの遺志をルーンに伝える役割を持ち、共に旅に出る。ルーンを倒した後はレインの花嫁候補となる。フイン以外での三世代目シナリオでも仲間になる。戦闘力はやや低いものの、テクニックでは全キャラクター中最も高い能力を持つ。初代ライアから譲り受けたライアの弓を持つ。

### 三世代目
三世代目は4つにシナリオが分かれているが、共通する登場キャラクターが多く話もほぼ同じであるため、まとめて記述する。この時代ではサテライト・青の月崩壊、オラキオ・ライアのどちら側にも属さない謎のロボットとモンスター混合軍の脅威など、異常な現象が頻発している。なお、レインルート（フイン、ルイン編）ではオラキオの民とライアの民が和解を遂げているが、アインルート（シーン、ノイン編）では未だ民族間での戦争が続いている。三世代目の4人は、いずれもオラキオの民とライアの民の両方の血が入っており、武器は共通で剣を使う。なお、顔は全員違うが、ミューンによればオラキオと見間違えるほど似ているようである。

#### 主人公
シーン・ル・シール（海外版：Sean）
アインとランの息子。19歳。主人公の中で最もライアの民の血が濃い。サテライト・青の月で家族や元シール・シューソラン国民と共に暮らしていたが、突然サテライトが破壊され、故郷と両親を失う。戦闘力は微細な差ながら4人中最も低いものの、テクニックには秀でている。
ノイン・ノ・サテラ（海外版：Crys）
アインとリンの息子。4人の中で最もオラキオの民の血が濃い。18歳。青の月の住民を殺戮し、ドームの軌道を太陽へ向かうよう修正したとの報を受け、サイレン捜索の旅に出る。三代目の主人公4人の中では体力や攻撃力に最も長けるぶん、テクニックは弱く設定されている。このシナリオではミューとライアしか回復のテクニックが使えないため、難易度が最も高くなっている。
フイン・サ・リーク（海外版：Adan）
レインとライアの息子。16歳。唯一オラキオとライア両方の直系の血を引く主人公で、双子の妹に母から名を受け継いだライア・サ・リークがいる。リーク城が突然の地震に見舞われ、ドームの異変を調査するため、妹のライアとともに旅に出る。能力はバランス型だが、ややテクニック寄りに設定されている。
ルイン・サ・リーク（海外版：Aron）
レインとルイセの息子。17歳。サテライト・紫の月で両親やルーン父娘と暮らしている。ルナ（プリンセス）とは兄妹同然に育っている。突然出現した別のドーム型宇宙船「ネオパルマ」とアリサ3世との撃ち合いを目の当たりにし、誰がこの戦争を仕組んだのかを確かめるため旅に出る。このシナリオでは、二代目ライアはルーンを説得後に再びコールドスリープで眠っており、レインとの旅が終わってすぐの状態でルインとともに行動することになる（ただし、レベルは1に戻っている）。バランス型の能力だが、戦闘力がやや高く設定されている。パーティのメンバーにも恵まれているほか、開始直後に高レベル帯の敵を相手に経験値稼ぎができたり、必須アイテムが入手できるなど、相対的にゲームの難易度も低めになっている。

#### パーティーキャラ
ライア・サ・リーク（海外版：Gwen）
フインの双子の妹で、母親と同じ名を持つ。16歳。通称「三代目ライア」。フインのシナリオのみ二代目ライアに代わり彼女が旅に同行する。オラキオの血が混じったためか、母親と比較して戦闘力は高くなっているものの、テクニックの能力は格段に落ちている。弓を使い、初期装備はライアの弓。
ルナ・ケイ・エシル（ファイタールナ）（海外版：Kara）
ルーンの娘。17歳。シーン、ノインのシナリオで仲間になる。スライサーを扱う。戦乱の続く世界で戦士として育てられた。再び戦争を起こしたことを後悔する父を見かね、父の罪は自分の血で贖うと宣言し、主人公に同行する。髪型はストレートで凛とした表情で描かれ、口調もやや厳しめ。初期パラメータはプリンセスルナより高いが、必要経験値が高く成長が遅い。
ルナ・ケイ・エシル（プリンセスルナ）（海外版：Kara）
ルーンの娘。17歳。フィン、ルインのシナリオで仲間になる。ルイン編では従兄妹にあたる。ファイタールナとは正反対に、平和の中で紫の月の姫として戦いを知らずに育てられたが、成長率の都合で最終的な強さはこちらのルナの方が上になる。ファイタールナとは対照的に、巻き毛でお嬢様然とした描かれ方をしている。ファイタールナ同様にスライサーを扱う。

### その他重要人物
オラキオ・サ・リーク（海外版：Orakio）
1000年前の戦いでライアに対抗してロボット軍団を率いたリーク王国の王子。本作発売前に発表されたイラストではミューン、サイレンとともに剣を構える黒髪の男性が描かれており、これが本人と推測される。後に明かされた設定によれば、パルマの地下組織の頭目だったオハリオ・サ・リークの直系の子孫。なお、オハリオはリメイク版の『ファンタシースターII 還らざる時の終わりに』ではパルマのレジスタンスのリーダーとして名前を聞くことができる。
ライア・ル・シール（海外版：Laya）
1000年前の戦いでモンスター軍団を創造して戦った少女。後に伝説の武器となるライアの弓を使う。後に明かされた設定によれば、パルマの地下組織の頭目だったアイナ・ル・シールの直系の子孫。
ミューン（海外版：Miun）
1000年前にサイレンと共にオラキオに仕え、ライア軍と戦った女性型アンドロイド。本来ミューに酷似した姿を持つがあちこちに故障が見られ、内面的にも不安定な状態。オラキオを求め、砂漠で彷徨っている姿は一世代目から確認できるが、三世代目になるまで話の本筋に関わってくることはない。
ルラキル・サ・リーク（海外版：Rulakir）
オラキオの双子の兄。三世代目で冷凍睡眠から目覚める。1000年前の戦争で妻子を失った悲しみから世界の滅亡を願い、ダークファルスの復活のため暗躍することとなる。

## 移植版
| No. | タイトル                                                                  | 発売日                                           | 対応機種                                           | 開発元                           | 発売元             | メディア | 型式                                                                           | 備考                                                            |
| --- | ------------------------------------------------------------------------- | ------------------------------------------------ | -------------------------------------------------- | -------------------------------- | ------------------ | --- | ------------------------------------------------------------------------------ | --------------------------------------------------------------- |
| 1   | ファンタシースターコレクション                                            | 1998年4月2日                                     | セガサターン                                       | セガ                             | セガ               | CD-ROM | GS-9186                                                                        |                                                                 |
| 2   | Phantasy Star Collection                                                  | 2002年11月26日 2003年                            | ゲームボーイアドバンス                             | Digital Eclipse オーバーワークス | THQ インフォグラム | 8メガビットロムカセット                                                                                                  | AGB-P-AYCE AGB-P-AYCP                                                          |                                                                 |
| 3   | Phantasy Star III: Generations of Doom 時の継承者 ファンタシースターIII   | 2008年4月18日 2008年4月21日 2008年4月30日        | Wii                                                | セガ                             | セガ               | ダウンロード （バーチャルコンソール）                                                                                    | MCCP MCCE MCCJ                                                                 |                                                                 |
| 4   | SEGA AGES 2500シリーズ Vol.32 ファンタシースター コンプリートコレクション | 2008年3月27日                                    | PlayStation 2                                      | エムツー                         | セガ               | CD-ROM | SLPM-62775                                                                     | メガドライブ版の移植。（『I』・『II』・『IV』他と合わせて収録） |
| 5   | Phantasy Star III                                                         | 2012年5月2日                                     | Windows                                            | セガ                             | セガ               | ダウンロード (Steam) | -                                                                              |                                                                 |
| 6   | SEGA AGES 2500シリーズ Vol.32 ファンタシースター コンプリートコレクション | 2012年12月19日                                   | PlayStation 3 (PlayStation Network)                | エムツー                         | セガ               | ダウンロード （PlayStation 2アーカイブス）                                                                               | NPJD-00028                                                                     | PS2版を仮想移植した版                                           |
| 7   | Sega Genesis Classics                                                     | 2018年5月29日 Switch 2018年12月7日 2018年12月6日 | Linux macOS PlayStation 4 Xbox One Nintendo Switch | d3t セガ                         | セガ               | ダウンロード (Steam、PlayStation Store、 Microsoft Store、 ニンテンドーeショップ) BD-ROM Nintendo Switch専用ゲームカード | PS4: CUSA-10828 CUSA-09771 XBO: INL-SE10663080 Switch: HAC-P-AQGKB HAC-P-AQGKA |                                                                 |

## スタッフ
- ライター、ディレクター：S2（佐伯広人）
- アシスタント・ライター、コ・ディレクター：ヤン・ワット
- アート・ディレクター：L-R-VALLEY
- エグゼクティブ・キャラクター・デザイン：TOYO OZAKI（尾崎豊中）
- エグゼクティブ・スクロール・デザイン：ロジャー・アーム
- ミュージック・コンポーザー：IPPO（竹内出穂）
- リード・プログラマー：SWEEPER
- スペシャル・エフェクト：F.G.C
- アシスタント・プログラマー：ウィル・ケイン
- アシスタント・デザイナー：TSUGU
- アシスタント・ディレクター：BROS. 400
- スペシャル・サンクス：OSSALE KOHTA（林田浩太郎）、PHOENIX RIE（小玉理恵子）、YOSHIBON（吉田徹）、COM BLUE、MUUUU YUJI（中裕司）、MAD HATTER、MINOGE、KYZ、MORITAN、PAPA、KYAMURA（中村篤彦）、L.C.（津川一吉）、CHIEMUSHI（青木千恵子）
- プロデューサー、プログラマー：TSUKAPON（塚本一成）
- カバー・イラストレーション：さる雅（せがわまさき）
パッケージのリアルな絵柄がさる雅、マニュアル等の漫画風の絵が尾崎豊中によるものである。

## 評価
- ゲーム誌『ファミコン通信』の「クロスレビュー」では合計24点（満40点）になっている[13]。

- ゲーム誌『メガドライブFAN』の読者投票による「ゲーム通信簿」での評価は以下の通り18.69点（満30点）となっている[1]。

| 項目 | キャラクタ | 音楽 | 操作性 | 熱中度 | お買得度 | オリジナリティ | 総合  |
| 得点 | 3.53       | 3.12 | 3.04   | 3.04   | 2.82     | 3.14           | 18.69 |

- ゲーム本『メガドライブ大全』（2004年、太田出版）では、本作を「結婚システムほか、早すぎた実験作」と位置付けており、街並みなどのグラフィックに関しては「ありふれた中世ファンタジー風」、モンスターデザインに関しては「頭上に石を乗っけたマッチョ」などと批判、また演出が盛り上がりに欠けると否定的に評価した[15]。しかし、結婚相手によってストーリーが分岐するシステムは「時代を先取りしていた」と指摘し、4つあるマルチエンディングを前作と同じ容量で実現した事などに関して「言うに言えない苦労があっただろう」と総括した[15]。

- スタッフのインタビューが掲載されている『ファンタシースターの世界 ファンタシースターを作った人たち』（1993年、徳間書店）では本作は低い評価がされている[16]。

## ゲームブック
ファンタシースター3―時の継承者 (双葉文庫―メガドライブ冒険ゲームブックシリーズ)
結婚相手を選ぶことはできず、ケイン-アイン-シーンのストーリーで進んでいく。 